# Kofun

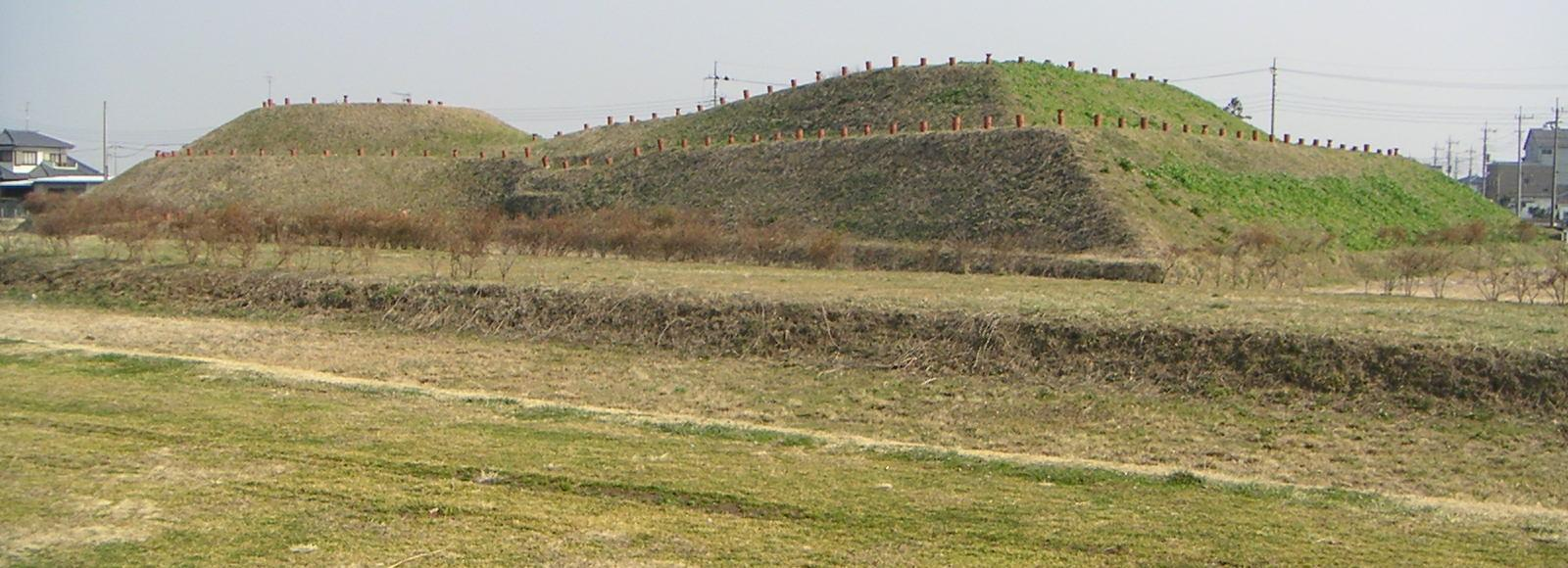
Kofun gigantesque du type zenpō-kōen-fun : le kofun Shōgunyama de la préfecture de Saitama, estimé vers la seconde moitié du VIe siècle ; l'un des derniers construits.

Les kofun (古墳) sont des monuments funéraires (tumulus) japonais datés d’entre le IIIe et le VIIe siècle, qui ont donné leur nom à la période Kofun.
Les kofun se présentent sous plusieurs formes, les ronds et les carrés étant les plus simples. Un style caractéristique est le kofun en forme de trou de serrure dont l'apparition sert de point de départ à la période. Ceux-ci sont composés, en plan, d'un triangle isocèle sécant à un disque placé sur son axe de symétrie. Mais le disque peut aussi être remplacé par une forme carrée. Leur taille varie de quelques mètres, en particulier les tertres ronds autour d'une dizaine de mètres, à plus de 400 m de longueur. Des terres cuites sans glaçure, appelées haniwa, sont à demi-enfouies, alignées autour ou disposées sur le tertre. Les plus nombreuses ont la forme générale d'un cylindre, parfois support de représentation de coupes, et tout un autre ensemble à caractère figuratif : maisons, personnages, objets, animaux.
Les chambres funéraires et leur dépôt funéraire, sous le tertre ainsi que les tertres eux-mêmes, ont eu une évolution considérable tout au long de la période Kofun et sur la partie ouest de l'archipel, avec de fortes variations d'une région et d'une période à l'autre. Ces variations reflètent les transformations culturelles et sociales, et les évènements politiques qui agitent cette période.
Ces vestiges archéologiques représentent une source contemporaine d'informations japonaises très précieuse puisque les sources écrites nippones sont postérieures.

## Topographie
Ces tumulus, dont la forme a varié au cours des siècles et des lieux, sont souvent, vus de haut, en forme de trou de serrure (trapèze surmonté d'un cercle) mais peuvent être aussi ronds (円墳, enfun), octogonaux (八角墳, hakkakufun), carrés (方墳, hōfun), rectangulaires (前方後方墳, zenpō-kōhō-fun), etc. Les formes mixtes : zenpō-kōen-fun (前方後円墳, kofun en carré devant-rond arrière) en trou de serrure sont les formes dominantes, mais il en existe aussi en forme de cône précédé d'une terrasse carrée (comme l'Otomeyama kofun). La chambre funéraire, qui pouvait être peinte, se trouve dans la partie ronde, tandis que la partie arrière, montée vers la partie ronde, accueillait les offrandes. L'avant était généralement orienté vers le sud ou l'ouest. On y disposait dessus et tout autour des haniwa (埴輪), des terres cuites funéraires, qui délimitaient cet espace sacré et le protégeaient. Le tertre pouvait également être entouré de fosses contenant de l'eau qui symbolisaient alors la séparation entre le monde de la mort et celui de la vie.
En 2013, des fouilles archéologiques au kofun de Haze Nisanzai kofun (ja) (peut-être la tombe de l'empereur Hanzei) à Sakai ont mis au jour des trous de poteaux que l'on interprète comme les piliers d'un pont en bois. Il est possible que des rituels funéraires aient été accomplis sur cette structure.

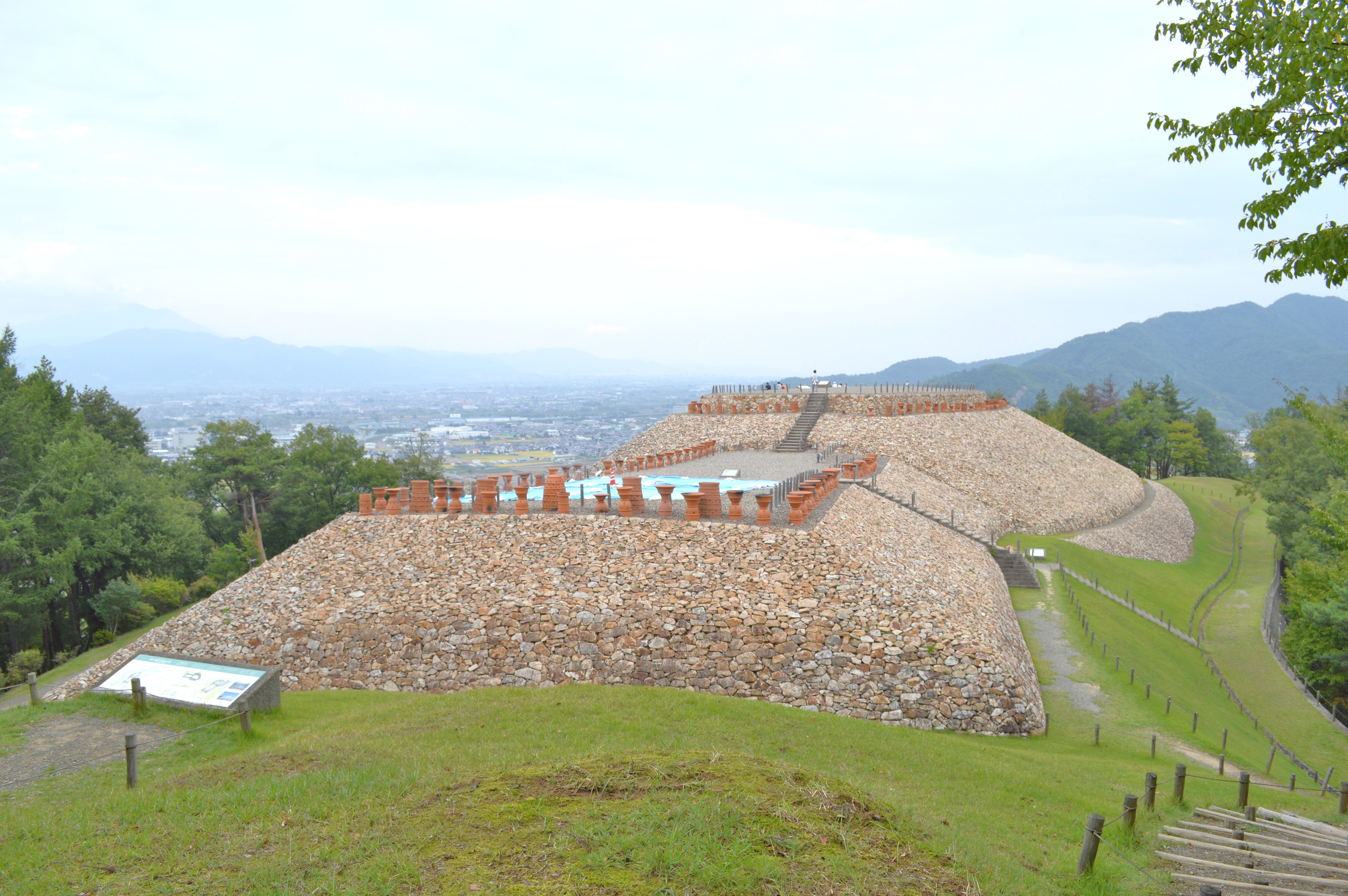
Mori-Shogunzuka en trou de serrure, Chikuma, Nagano (Chūbu), IVe siècle.
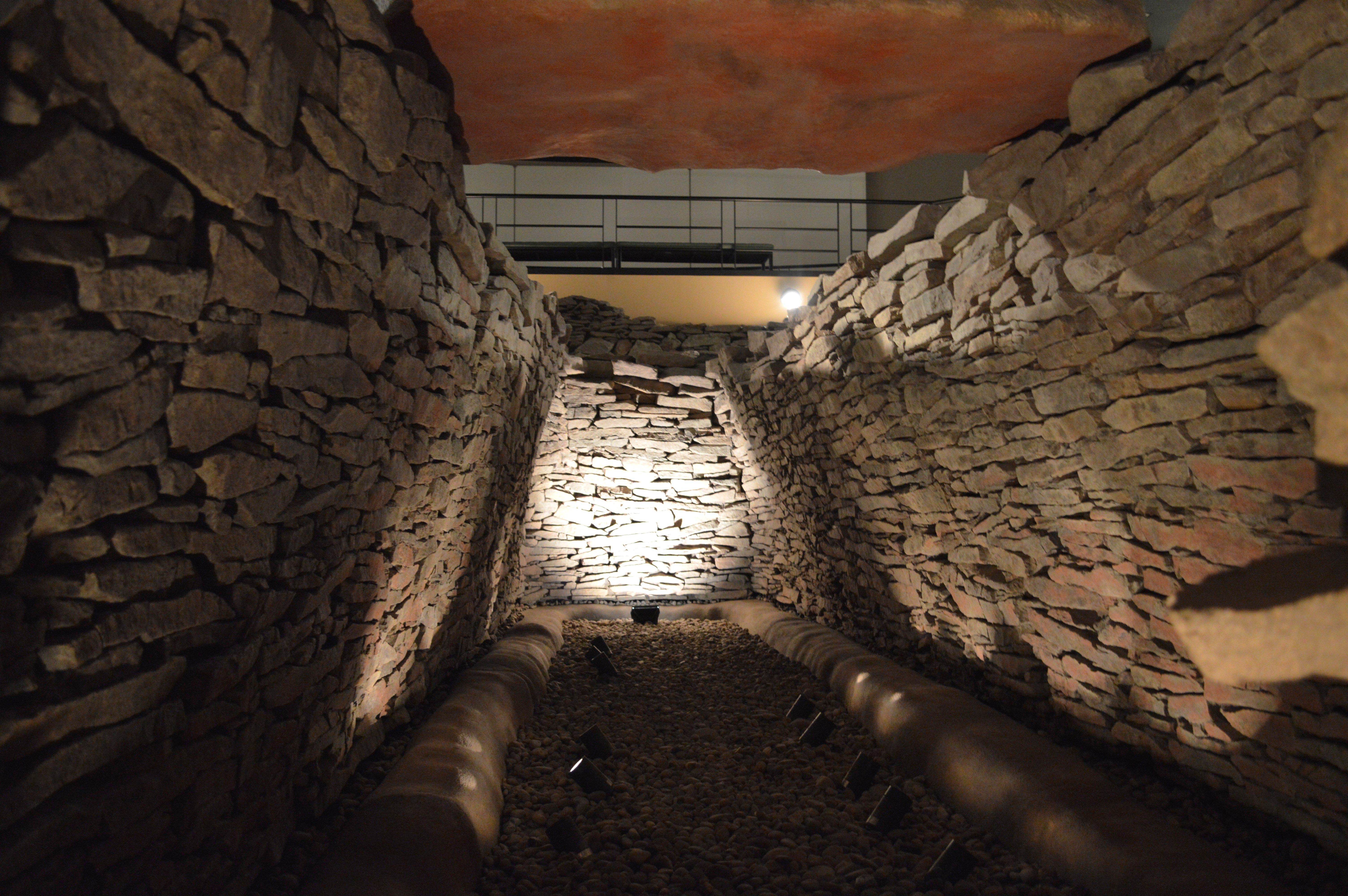
Reproduction de la chambre funéraire du Mori-Shogunzuka.
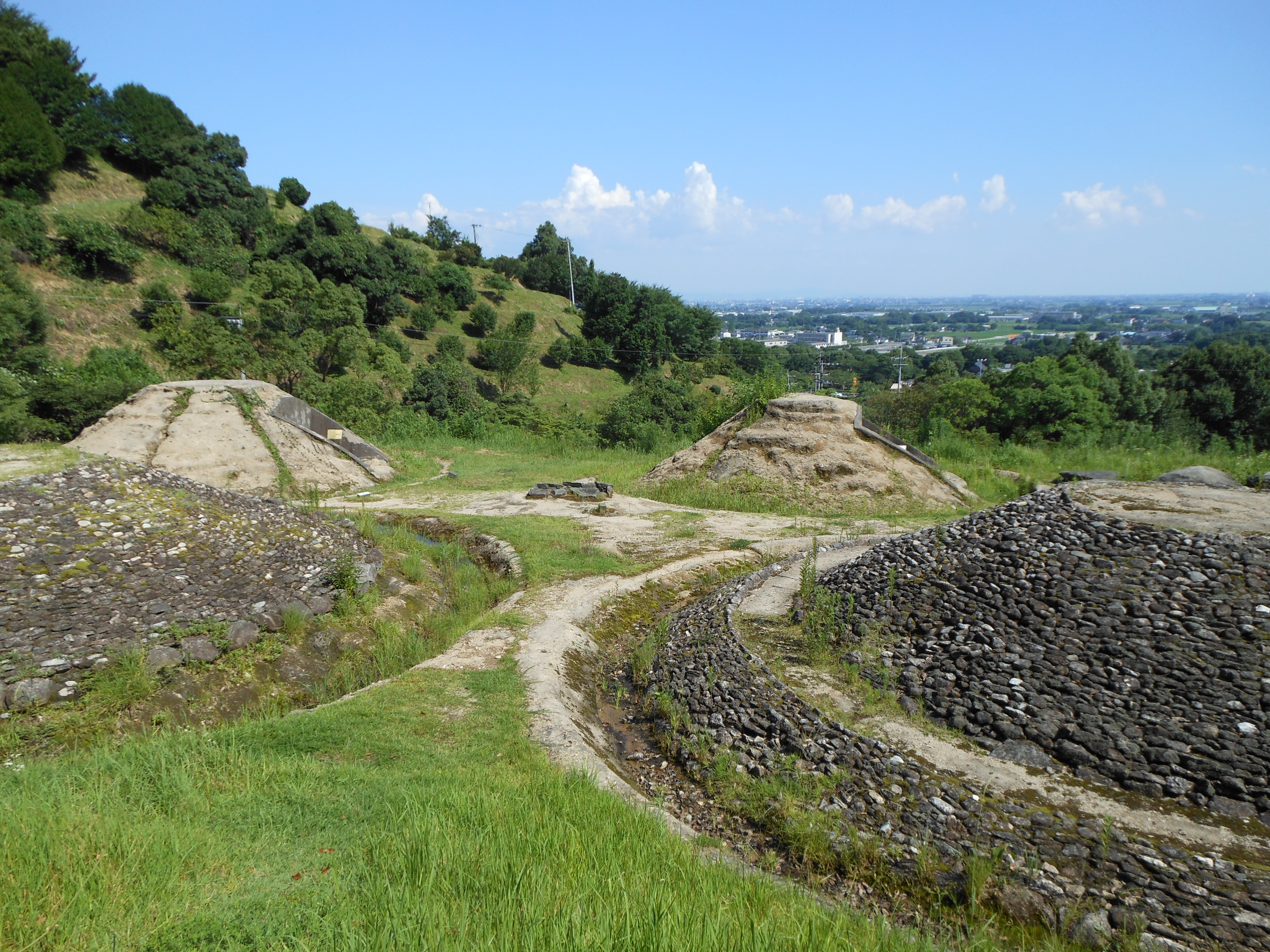
Groupe de kofun ronds de Kuboizumi-Maruyama. Saga (Kyūshū) Ve/VIe siècle.
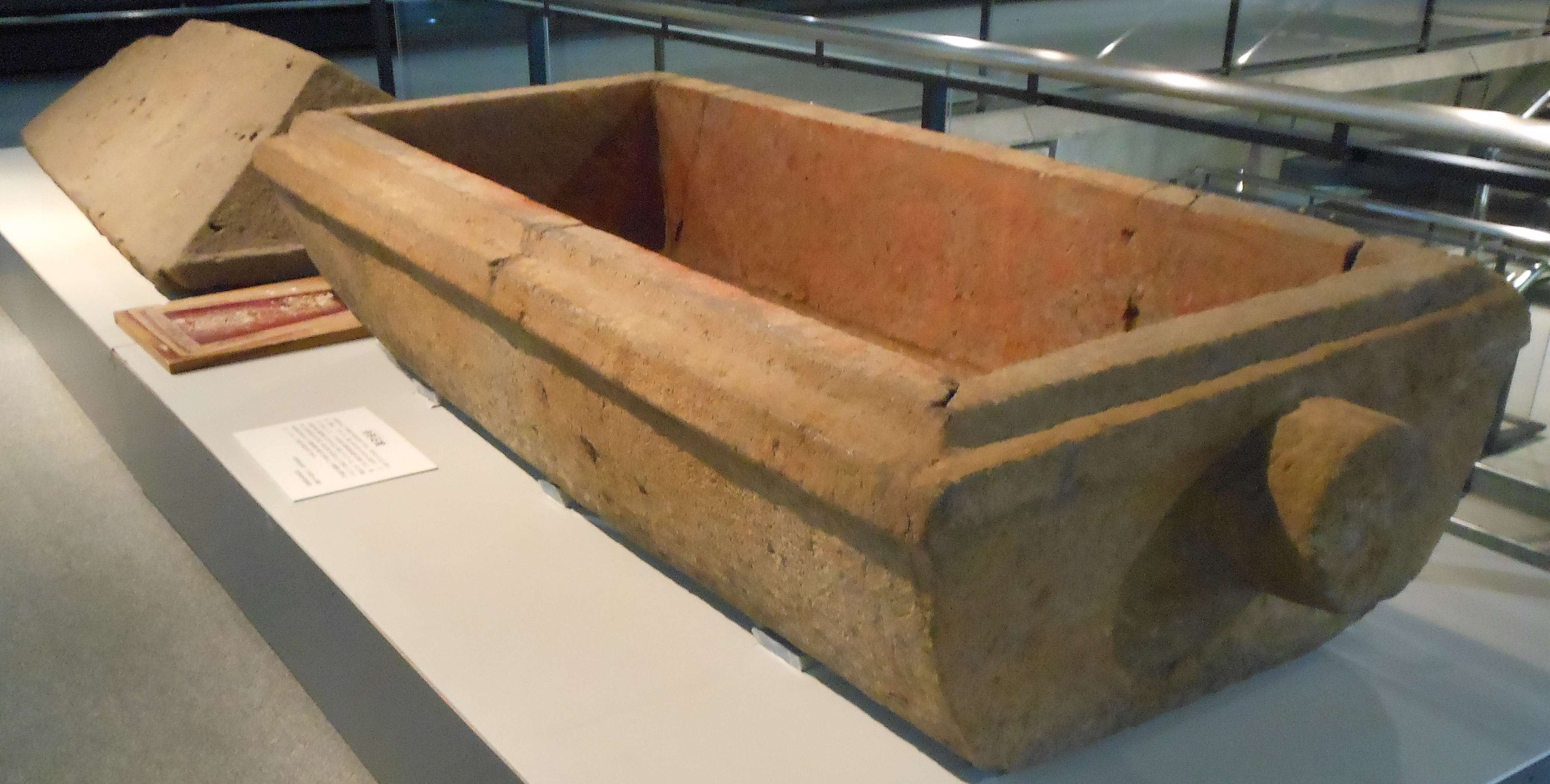
Sarcophage en forme de bateau (?) de Kuboizumi-Maruyama, n°3. Ve/VIe siècle.
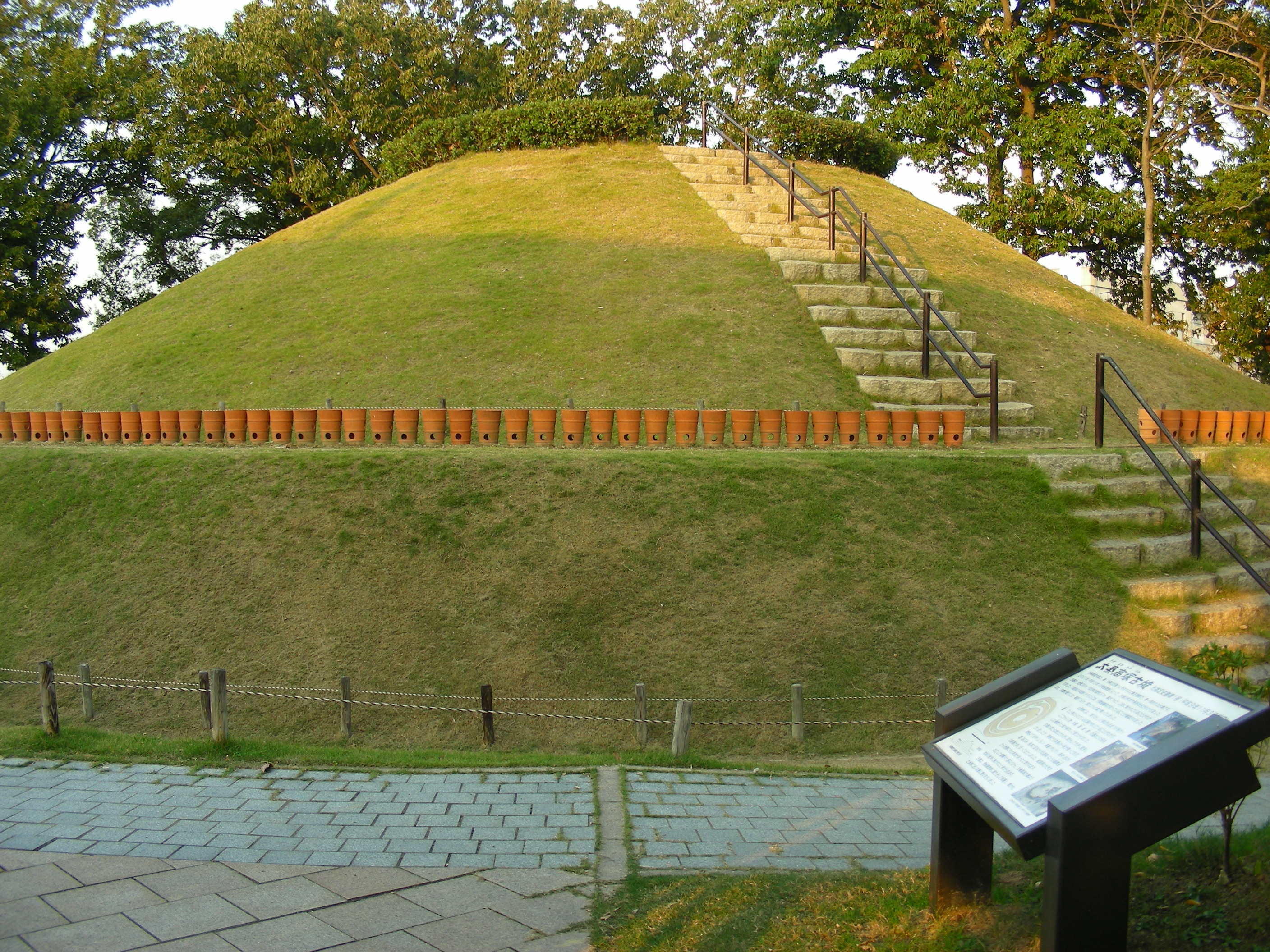
Kofun rond Uzumasa Takatsuka, Neyagawa, Osaka (Kansai).
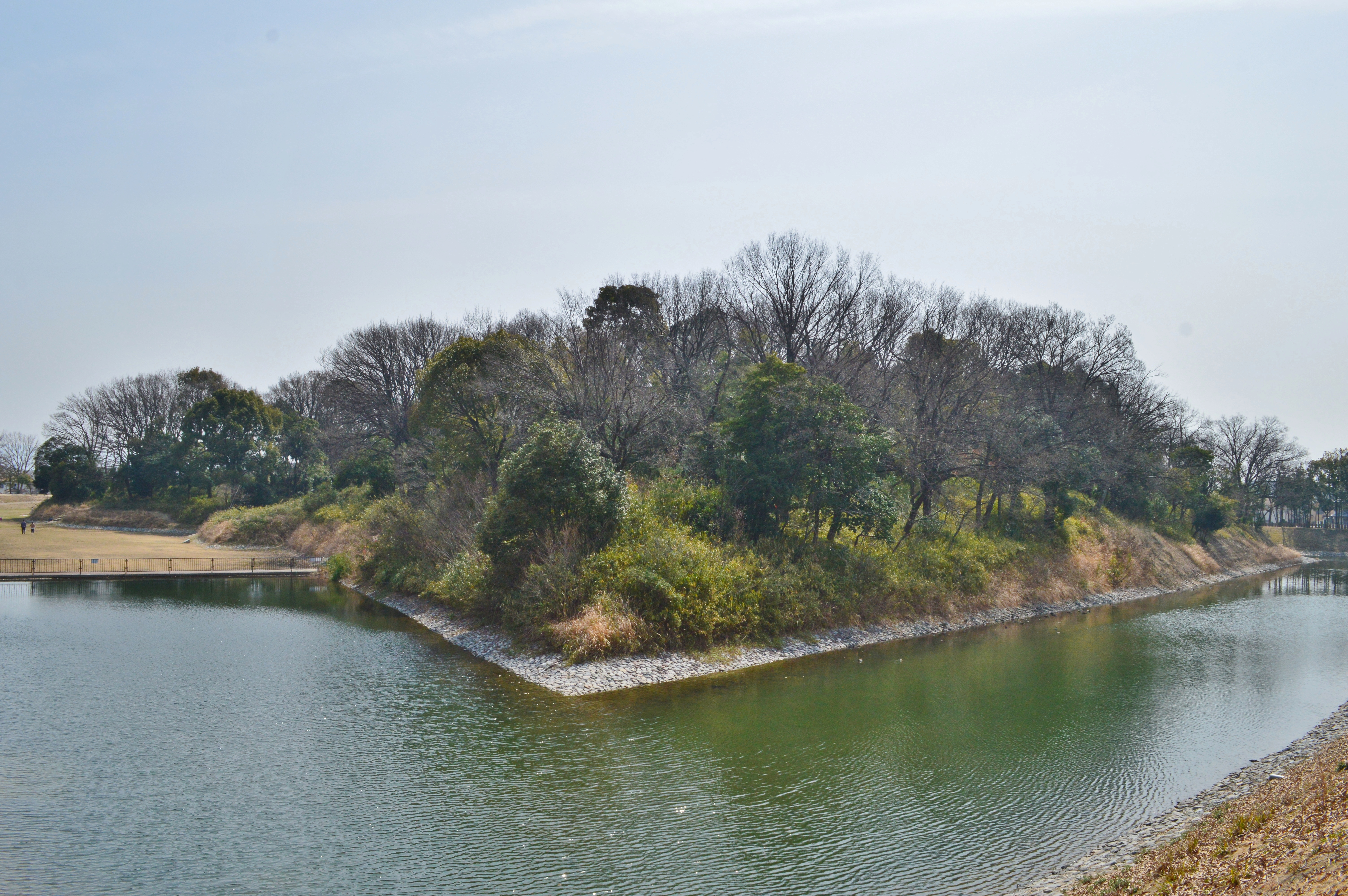
Kofun d'Imashirozuka, entouré par son fossé empli d'eau. L. 190 m. Takatsuki, Osaka[7]. VIe siècle.
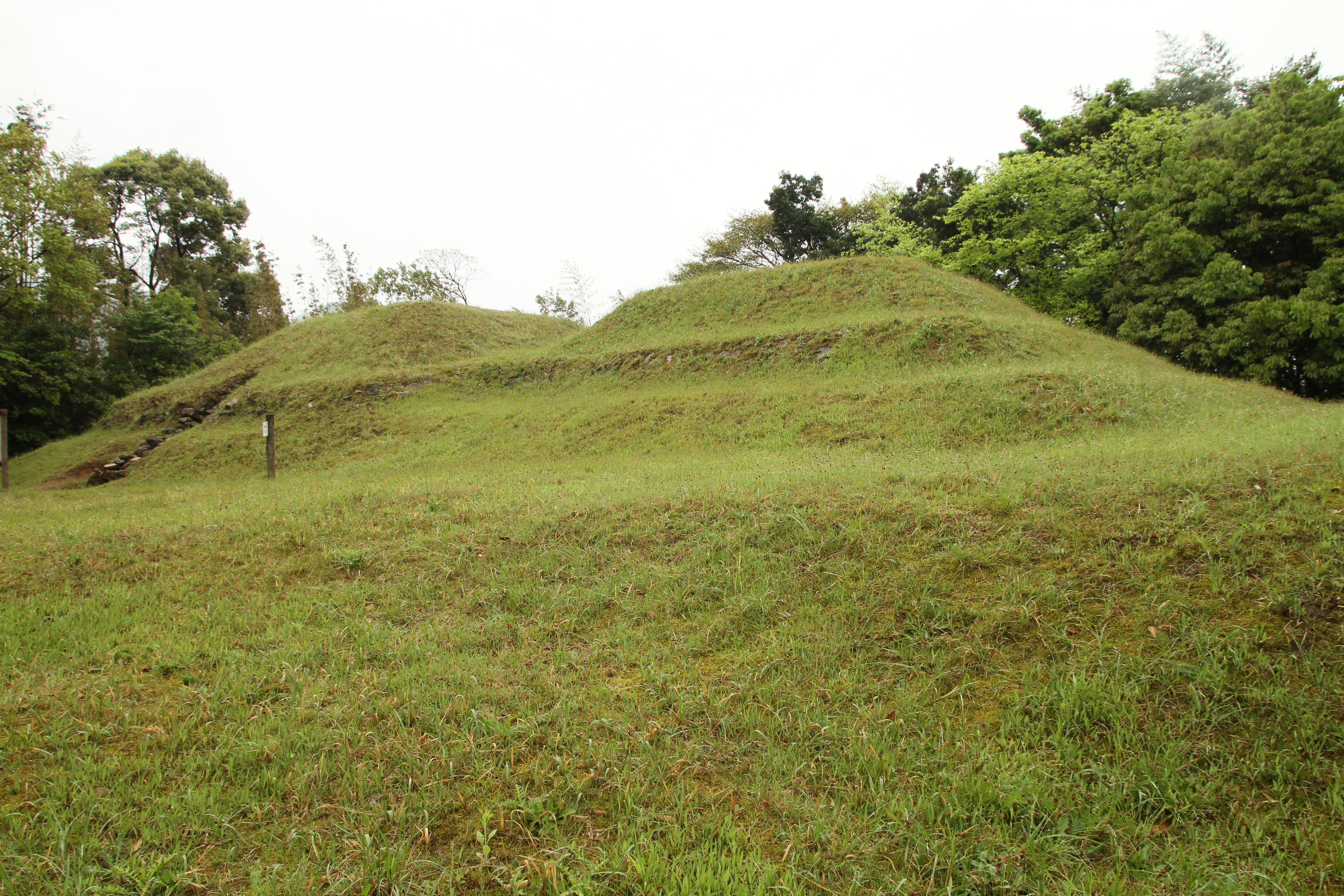
Okadayama Tumulus No.1, kofun atypique de la préfecture de Shimane. VIe siècle[8].

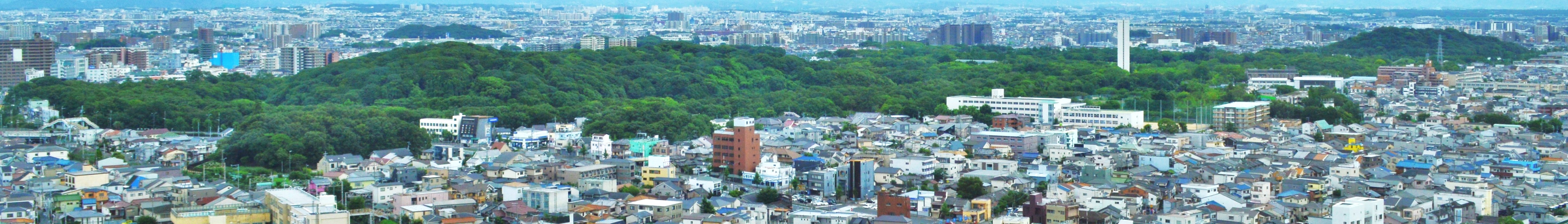
L'ensemble des Kofun Mozu, Osaka. Dans cet ensemble, Mozu-Misasagiyama mesure plus de 400 m de long, VIe siècle.

## Évolution

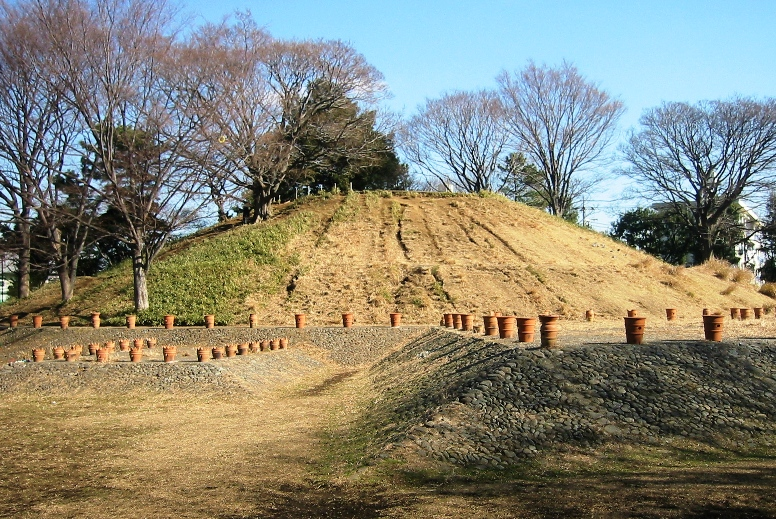
dans Setagaya-ku à Tokyo, début du V

On peut distinguer quatre périodes :
- Les premiers kofun ; période initiale, IIIe – IVe siècle. Les plus anciens kofun, construits au sommet de collines, se trouvent simultanément au nord de Kyushu et jusqu'au Kínai (畿内?), la région du Kansai, au sud du bassin du Yamato (大和?) et sont datés de la seconde moitié du IIIe siècle. Leur distribution coïncide avec celle des premiers ports de commerce, sous forme de villages de pêcheurs et commerçants d'origine coréenne et du reste de l'archipel : dans les zones côtières de Kyushu et de l'ouest du Japon, plus densément le long du corridor de la Mer intérieure de Seto, et surtout le centre de la région du Kansai.

Ces tertres étaient marqués par des petites pierres blanches et des cylindres de terre cuite rouge, les haniwa. La chambre funéraire est alors à usage unique. L'entrée se fait par le haut. Les cercueils sont en bois, faits d'un tronc évidé. On plaçait un cercueil en bois au fond d'un puits creusé à cet effet qu'on recouvrait de grosses pierres et de terre. Les objets qui y ont été déposés sont des miroirs en bronze, des colliers de magatama (勾玉/曲玉) et des bracelets. Leur apparition n'entraine pas la disparition des pratiques antérieures instantanément. Les plus grands se situent dans le bassin de Nara. Nara sera capitale de l'ancien Japon à partir de la fin du VIIe siècle, au centre de la région du Kansai. Ceci reflète le régime des alliances hiérarchisées et centralisées qui se met alors en place dans cette région.
Les kofun en trou de serrure se multiplient à la fin du IVe - début du Ve siècle dans la région de Nara-Osaka, ce qui atteste du développement d'un pouvoir central autour de cette région. On y compte aujourd'hui 136 tombes impériales et 148 liées à l'entourage royal.
- Période moyenne, Ve siècle. Dès le début du Ve siècle, le volume des kofun augmente. Ils sont construits sur des terrasses et sont cernés de sortes de douves. Des monticules annexes (陪塚, baichō?) contenant un mobilier funéraire font leur apparition. Ils contiennent principalement des armes et des armures en fer ou en bronze, parfois doré. Ces objets, appartenant visiblement au monde des archers et des cavaliers, témoignent de l'apparition d'une nouvelle culture équestre et militaire.

Des nouveautés apparaissent au nord de Kyushu, face à la Corée. L'entrée se fait sur le côté. Les haniwa sont accompagnés de statues taillées dans la pierre qui représentent souvent des hommes et des chevaux. On voit aussi apparaître des tombes en hypogée (souterraines) et des tombes creusées à flanc de colline. Le cercueil devient un sarcophage de pierre (en forme de maison dans la région du Kansai). Le mort est accompagné par de nombreuses armes de bronze et des pièces de harnais.
- Période postérieure, v. 500-550, au nord de Kyushu apparaissent des tombes à fresques. Les statues de pierre disparaissent. Les chambres funéraires à entrée sur le côté se répandent jusqu'à l'Est.

- Période finale. La fin du VIe siècle voit disparaître les haniwa dans le Kinhai (ils perdurent à l'Est) et, quasi simultanément, les tombes en trou de serrure dans tout l'archipel.

La fin de cette période est caractérisée par une augmentation importante du nombre de kofun et la réduction de leur taille. Des kofun collectifs apparaissent également au VIIe siècle, utilisés par la population. Le mobilier funéraire se fait de plus en plus utilitaire et encombre la sépulture. Dans la région de Nara, vers la fin du VIe siècle, les kofun disparaissent progressivement, tandis que la région de Tokyo connait l'âge d'or des kofun jusqu'au VIIIe siècle. Cette disparition serait liée à la propagation du bouddhisme.
Remarque
Les kofun impériaux n'ont toujours pas été explorés car ils sont considérés comme des tombes privées et non comme un bien culturel. L'Agence impériale, qui est chargée de leur gestion, bloque les recherches archéologiques par souci de gestion et de conservation du patrimoine, pour des raisons religieuses, et peut-être aussi par crainte de résultats qui pourraient remettre en cause l'identité et le statut des défunts[non neutre]. Les chercheurs ont cependant des autorisations très occasionnelles d'y pénétrer lorsque ces tertres nécessitent des travaux de restauration.

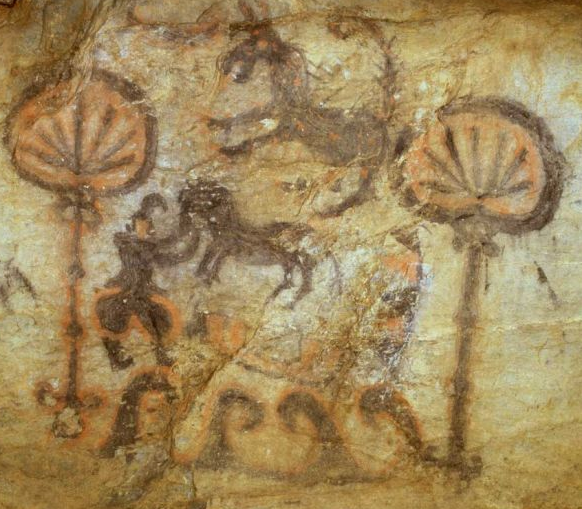
Peinture murale. Kofun Takehara. Préfecture de Fukuoka. VIe siècle

## Décoration deskofun
Les chambres intérieures des kofun pouvaient être décorées. Les plus anciennes, jusqu'à la deuxième moitié du VIe siècle, comportent des triangles peints en rouge et en noir.
Dans le Kyūshū, les chambres funéraires de la dernière période comportent des parois et des sarcophages ornés de motifs incisés ou peints. Les couleurs alors utilisées sont le rouge, le noir, le jaune, le blanc et le vert. Cette pratique décorative va peu à peu toucher un secteur plus vaste.
Les motifs dominants, à partir de la seconde moitié du VIe siècle, sont en rapport avec le dernier voyage de l'âme (chevaux, oiseaux, bateaux) ou abstraits (spirales magiques, cercles concentriques, doubles boucles en C). Ces chokkomon (直弧文), décors de droites et de courbes) sont l'une des caractéristiques du kofun, où ils font l'une de leurs premières apparitions, mais ils deviendront par la suite une des dominantes de l'art japonais. Ils se constituent donc de séries d'arcs brisés opposés à des diagonales ou des croix. On les trouve essentiellement sur les lieux ou objets associés aux sépultures.

## Description d'un très grandkofun: le Nintokuryō

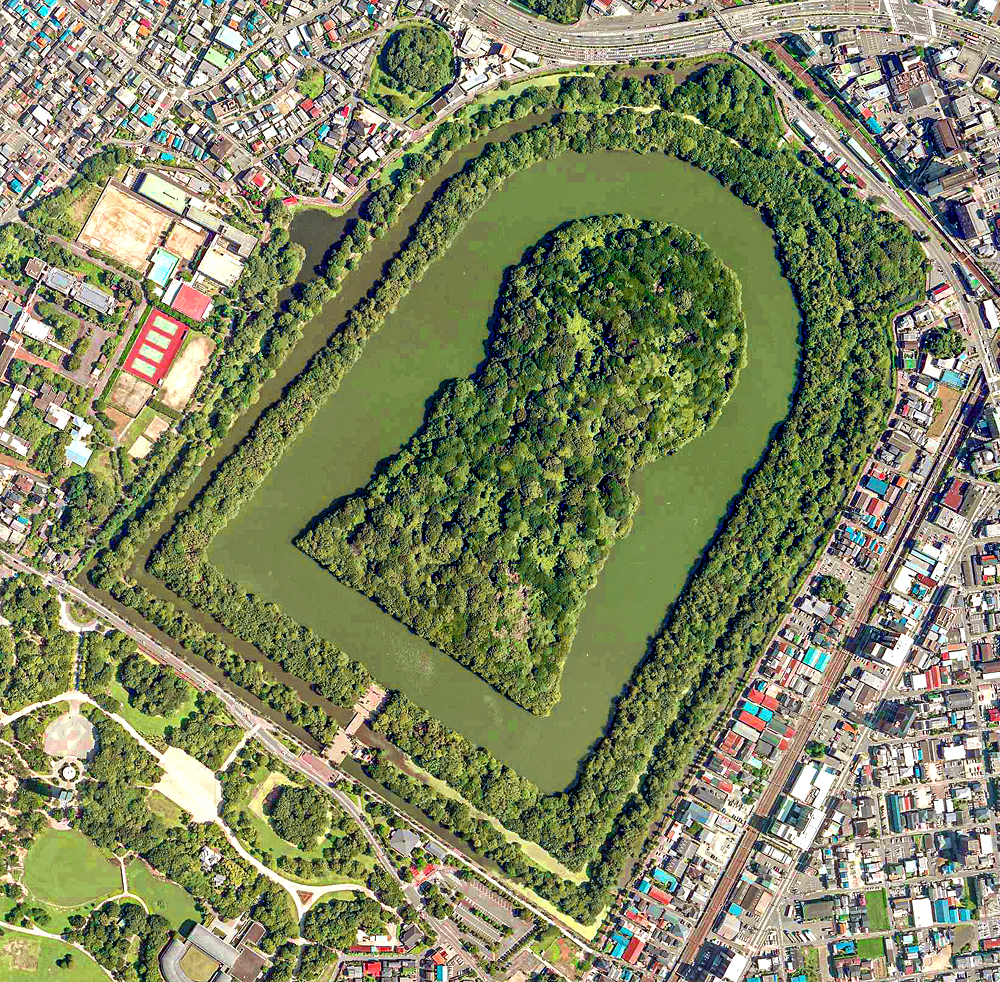
Daisen-kofun, kofun de l'empereur Nintoku, à Sakai, Ōsaka

Le kofun attribué à l'empereur « légendaire » Nintoku (仁徳天皇, Nintoku Tennō, 313 - 399), à Sakai dans la région d'Ōsaka, est l'une des plus grandes sépultures du monde car l'ensemble mesure, avec les douves (trois fossés, dont un large et un étroit, pleins d'eau et entourés de bandes de terre boisée), 320 000 m2. Le tertre mesure, pour sa part, 725 m de long, 305 m de large et 35 m en son point le plus haut. La partie ronde est constituée de trois vastes niveaux. Selon l'archéologue Sueji Umehara, environ mille hommes auraient travaillé pendant quatre ans pour la seule réalisation du terrassement.
Le site contient un grand nombre de haniwa sur son sommet et ses contours. L'intérieur du premier fossé en dénombre une rangée de 17 775 pièces enterrées au total, dont la partie supérieure apparente mesure en moyenne 33 cm de haut et offre un éventail varié de sujets.
Il n'a jamais été fouillé mais l'effondrement de la partie principale en 1872 a mis au jour la chambre funéraire. Elle contient un sarcophage de pierre d'un volume de 9,5 m3 et un mobilier funéraire contenant notamment des armures en bronze doré, des armes de fer et de bronze et un vase en verre perse.
Le monument est entouré d'une dizaine d'autres petites tombes. L'une d'elles, fouillée en 1912 a révélé de nombreux miroirs, perles et ornements divers dont un magatama de jade d'une longueur exceptionnelle de 8 cm.

## Autres exemples dekofun

### Kansai
Également à Sakai, le kofun en zempōkoen de l'empereur Ojin (応神天皇, Ojinryō, 応神陵), père de l'empereur Nintoku, dont les dimensions sont à peu près comparables au Nintokuryō, n'a pas été fouillé.
Le tombeau Ishiyama (石山, « la montagne de pierre ») dans la Préfecture de Mie (三重県, Mie-ken) en zempōkoen, remarquable pour ses trois rangées de haniwa, contenait trois cercueils de bois creusés dans un arbre et enveloppés d'argile ainsi qu'un mobilier funéraire fort riche. Il est daté du IVe siècle.
Le grand tumulus en zempōkoen de Shikinzan (資金山) près d'Ōsaka, fouillé en 1947, contenait un important mobilier funéraire : armement complet, perles, magatama, miroirs… Il est daté aux environs du IVe-Ve siècle. La chambre funéraire consiste en un long couloir dallé, encadré de murs en pierres irrégulières et recouvert d'énormes dalles plates.
La tombe de Senzoku (千足) dans la préfecture d'Okayama (岡山県, Okayama-ken), particulière pour sa forme dite en tategaishiki (en coquille Saint-Jacques), est célèbre pour son riche mobilier funéraire et la décoration gravée sur ses parois en chokkomon (décor de droites et de courbes).
Le kofun d'Ishibutai (石舞台) (environ VIIe siècle) se situe dans le parc historique national d'Ishibutai à Asuka (飛鳥) auprès de nombreux temples et vestiges d'anciens monuments importants. Excavé en 1933, il est caractérisé par une imposante entrée latérale en rochers massifs mais, à cause d'une érosion due à une immersion partielle sous des rizières, la chambre funéraire est exposée en plein air. Le poids du plus grand des rochers qui la compose (partie méridionale du plafond) est estimé à 75/77 tonnes. On l'attribue à Soga no Umako (蘇我馬子).
On a récemment découvert le kofun de Shijun dans le département de Nara (奈良), qui était jusque-là également immergé sous des rizières.

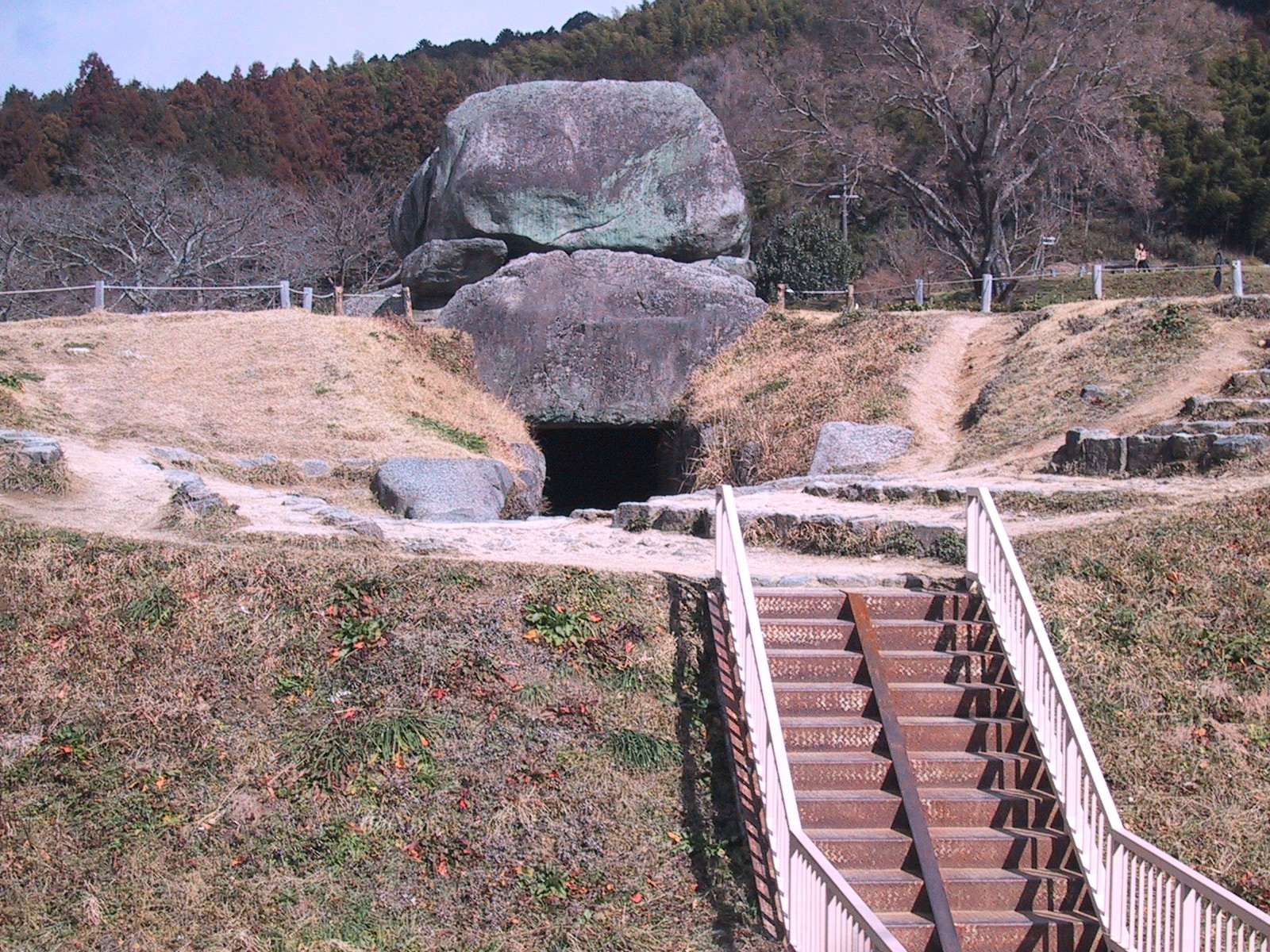
Kofun d'Ishibutai à Asuka

### Kyūshū
Saitobaru (西都原), dans la préfecture de Miyazaki (宮崎県, Miyazaki-ken), est une grande terrasse sur laquelle ont été trouvés 330 tumuli de taille et de forme diverses, dont 32 grands kofun en zempōkōen, voire en forme de « miroir à manche ». Le site est fouillé depuis 1912. Ces kofun sont caractérisés par leur qualité de construction et par leur mobilier funéraire plus régional.
Le tumulus d'Iwatoyama (岩戸山) à Yame est l'un des plus grands du Kyūshū. On en trouve une description dans le Nihon Shoki (日本書紀) et dans le Chikugo kuni fudoki rédigé au VIIIe siècle et sa célébrité a malheureusement provoqué la dissémination de ses éléments.
Le kofun de Funayama (船山) (préfecture de Kumamoto, 熊本県, Kumamoto-ken), toujours en zempōkōen, appartient à un ensemble de tombes (kofungun) près du fleuve Kikuchi. Fouillé en 1873, il révéla un sarcophage en « forme de maison » (家型, iegata) et une épée droite (剣, tsurugi) inscrite particulièrement intéressante datée de 438 et indiquant la présence d'écriture chinoise au Japon.
Le tumulus rond d'Idera (井寺) (熊本県, Préfecture de Kumamoto) a commencé à être fouillé dès la fin de l'ère Edo (江戸時代) . Il est remarquable pour ses dalles incisées et peintes (notamment des chokkomon). La chambre funéraire, bâtie en roches volcaniques du mont Aso (阿蘇山), a été fouillée en 1902. La Seconde Guerre mondiale a hélas endommagé la sépulture.
Ouvert en 1934, le tumulus d'Ōtsuka (王塚) (préfecture de Fukuoka, 福岡県, Fukuoka-ken), malgré la perte de sa partie « carrée », reste un monument d'importance, particulièrement grâce à sa chambre funéraire peinte et gravée. L'illustration la plus saisissante est peut-être la représentation de deux cavaliers dans le passage entre l'anti-chambre et la chambre proprement dite. Il contenait également l'un des plus riches mobiliers funéraires du Kyūshū.
Le kofun de Sekijinyama (石人山) (préfecture de Fukuoka) en zempōkoen tient son nom d'un « homme de pierre » (石人, sekijin) en armure situé à l'entrée du tumulus rond. Le tumulus, initialement entouré de douves, est actuellement particulièrement endommagé dans son ensemble. Lors de sa fouille (1938), le mobilier funéraire avait déjà disparu mais le sarcophage d'une superbe manufacture était toujours en place. Le couvercle « en forme de toit » (屋根型, yanegata), décoré en chokkomon (non sans rappeler les décors de Senzoku dans le Kansai), en est particulièrement impressionnant. Il est cependant tellement massif que l'accès au sarcophage, une fois le couvercle mis en place, se faisait par une porte aménagée sur l'un des petits côtés.
Le petit tombeau de Takehara (竹原) (toujours dans la préfecture de Fukuoka) a été découvert en 1956. Il est remarquable pour ses peintures qui ornent le mur du fond de la chambre funéraire. Ces peintures en font l'un des sōshoku kofun (装飾古墳) (tombeaux à décor) les plus originaux. Le temps a transformé ce tumulus en zempōkoen en tumulus rond. Les autres parois de l'antichambre et de la chambre funéraire sont également peintes.
Un cheval a été enterré dans le kofun de Kamidaimachi (Tsukawara, préfecture de Kumamoto), où l'on a également trouvé d'autres restes osseux équins ainsi qu'un harnais.

### Kantō et Chūbu
Le tumulus Shōrinzan (松林山) près d'Iwata (磐田) dans la préfecture de Shizuoka (静岡県, Shizuoka-ken) également en forme de zempōkoen a été fouillé en 1931. Il a dévoilé un important mobilier funéraire (de très beaux miroirs, des perles, des magatama, des armements…) qui semble être le plus ancien de la région d’Iwata.
La région de Yoshimi Hyakketsu (吉見百穴), dans la préfecture de Saitama (埼玉県, Saitama-ken), est particulièrement riche en sépultures anciennes et notamment en tumuli ronds ou en zempōkoen, témoignant d'une société divisée en nombreuses petites chefferies.

### Hokkaidō
Alors que la période Kofun se termine en principe au VIIe siècle, les kofun de type Hokkaido sont construits du VIIe siècle au Xe siècle environ.